# Antidrama
Antidrama je moderna dramska vrsta, ki zanika gledališko iluzijo, zavrača posnemanje in negira ustaljene vrednote. Prikazani človek je izgubljen, odtujen, nezmožen komunikacije, le še prezira vredna lutka (kot pri Pirandellu). Dogajanje je nelogično, brez pravega dejanja in dogodkov, podrejeno naključju (npr. pri Dürrenmattu); vzročnosti ni več (npr. pri Brechtu). Zgodbe in replike razpadajo, dialogi postajajo alogični, junaki antijunaki, govorjenje govoričenje, polno asociacij, presenetljivih besednih iger, ponavljanj (absurdna antidrama). Prepletanje komičnega in tragičnega pogosto deluje groteskno (npr. pri Beckettu). Značilne so daljše in podrobne naznake (didaskalije).